# Saviomuseet

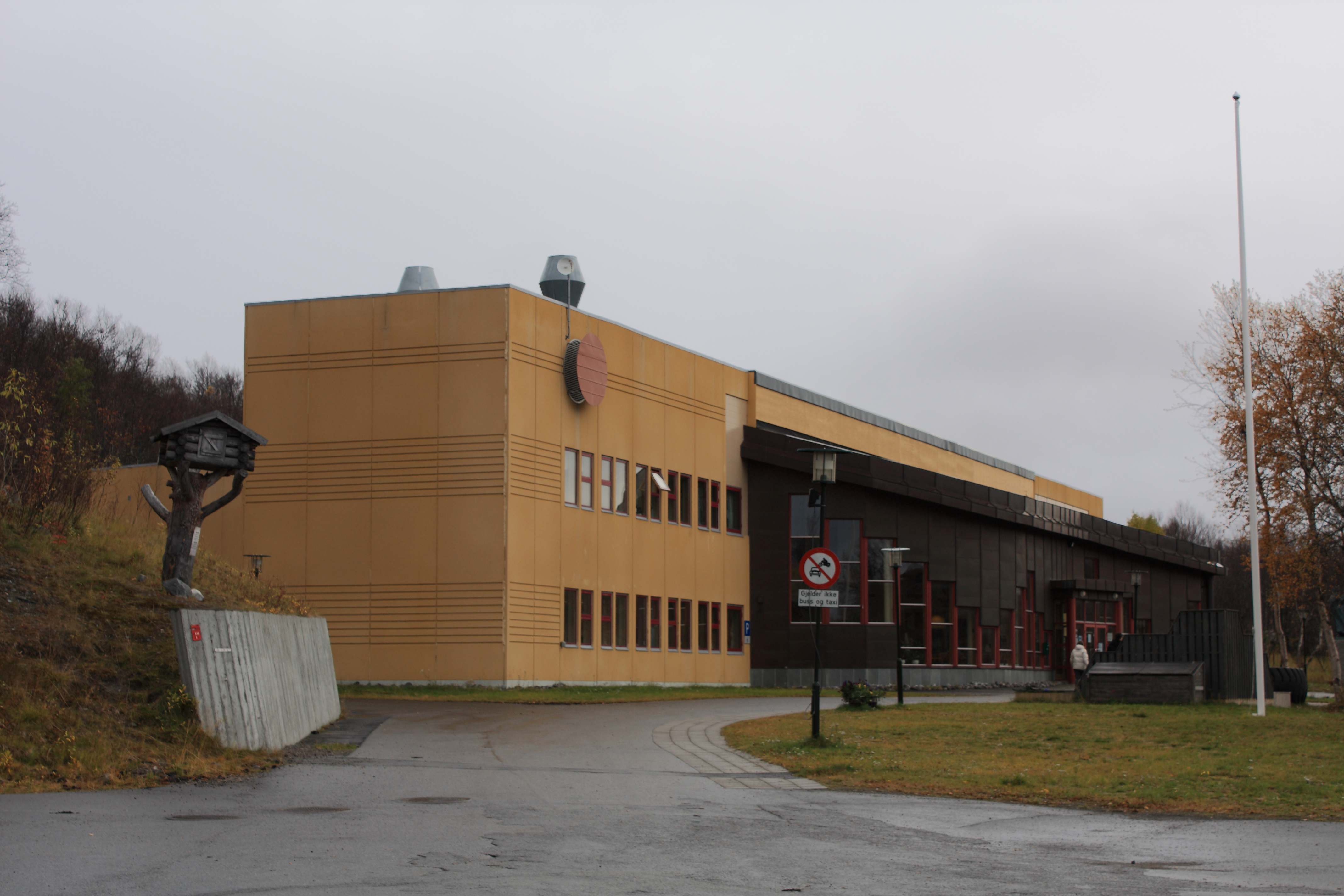
Grenslandmuseet i Kirkenes, i vilket Saviomuseet finns

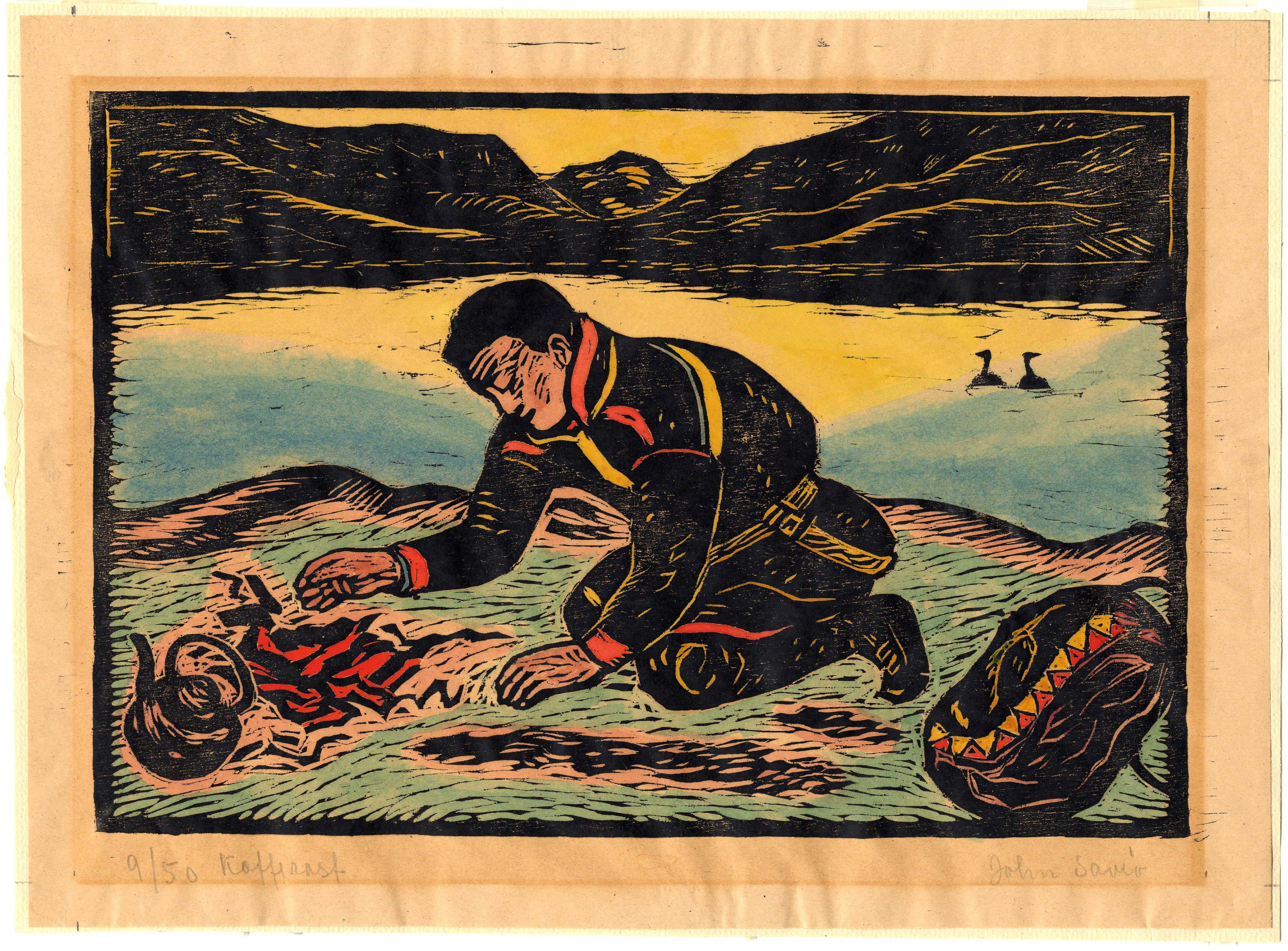
Kafferast av John Savio

Saviomuseet är ett konstnärsmuseum i Kirkenes i Norge, tillägnat John Savio.
Saviomuseet grundades 1994 med utgångspunkt i Sør-Varangers kommuns samling av konst av den samiska konstnären John Savio. Samlingen omfattar 300 verk av John Savio: träsnitt, målningar, akvareller och blyertsteckningar.
Saviomuseet är sedan 2002 lokaliserat till Grenslandsmuseet i Kirkenes, som är huvudbyggnad för Sør-Varanger museum, vilket i sin tur är en avdelning av Varanger museum.